# Trendy Channel
Trendy Channel fue un canal de televisión por suscripción colombiano que emite lo relacionado con moda y entretenimiento propiedad de Max Media.

## Programación
- Trendy Clips
- Trendy Films
- Lo más sexy
- New Look, New Life
- Model Story
- Body Fashion
- Behind The Fashion
- Extreme
- Franja motivación y salud
- Santa Latina da Show
- Culture and Arts
- Fashion Shows
- Sports Events
- Trendy Magazine USA
- Vida con Vanessa Escote
- Funkshion Fashion Week Miami
- My Miami con Isabelle Fontes
- Cortos y + con William Vela